# Янмурзино
Янму́рзино (чув. Янмурçин) — деревня в Красноармейском районе Чувашской Республики в составе Убеевского сельского поселения.

## География
Расстояние до Чебоксар 67 км, до районного центра — села Красноармейское — 9 км, до железнодорожной станции 21 км. Деревня расположена на левобережье реки Большой Цивиль.

### Административно-территориальная принадлежность
С XVIII века до 1922 года в составе Убеевской волости Цивильского уезда, Ядринского уезда, 

в 1922—1927 годах в составе Цивильского уезда, 

в 1927—1935 годах — в Вурнарском районе, 

в 1935—1940 годах — в Траковском районе, 

в 1940—1962 годах — в составе Красноармейского района, 

в 1962—1965 годах — в составе Цивильского района, 

с 1965 года вновь в составе Красноармейского района. 

## История
Деревня Янмурзино появилась как дочернее селение: согласно преданиям, ещё в XIV веке чуваши, покинувшие Закамье из-за монголо-татарских разорений, основали Убеево (чув. Упи):61, от него выделились деревни и выселки, которые образовали, уже после вхождения в состав России, четыре янмурзинских общества. 

Образование убеевских дочерних селений происходило в XVI—XIX веках, об этом сохранилось много преданий. В начале XX века в четырёх янмурзинских обществах состояло около двадцати селений, в старинном чувашском названии которых обязательно присутствовало слово Упи: село Убеево (Упи, Мӑн Упи, Чиркӳллĕ Упи, Çавалкасси Упи), Синьял-Убеево (Çĕньял Упи), <…> Янмурзино (Янмурçи, Четверти Упи, Çинçе Кĕпер Упи), Досаево (Тусай, Тусай Упи), Шимарово (Шӑмар, Шӑмар Упи; в 1964 году слито с дер. Досаево), Кирегаси (Кĕрекаç, Кĕрекаç Упи), Серткасы (Çурткасси, Çурткас Упи).— Чувашские исторические предания:146
Деревня Янмурзино известна по документу 1621/1622 года, когда её жители выступили зачинателями нескольких деревень в бассейнах Булы и Карлы: 

В 1621/22 г. ясачные чуваши дд. Янмурзино и Досаево Убеевской волости Цивильского уезда (ныне Красноармейского района) оформили на оброк 1200 дес. пашни и 400 дес. сенокоса в бассейне Большой Булы, речек Юхмы и Оборжи.— Чувашия в эпоху феодализма
Жители – до 1724 года ясачные люди, до 1866 года — государственные крестьяне; занимались земледелием, животноводством, отхожими промыслами. В 1930 году образован колхоз «Янмурзино».

### Религия
Согласно архивным сведениям (по состоянию на 1899 год) жители деревни были прихожанами Богоявленской церкви села Убеево (Богоявленское) (Построена не позднее 1782 года, деревянная, однопрестольная, во имя Богоявления Господня; вновь отстроена каменной на средства прихожан в 1831 году, приделы — в 1888 году. Закрыта в 1935 году). 

## Название
…название Янмурзино произошло не от личного имени Ян. В татарском языке ян мурза означает «новый мурза».

…убеевскими селениями правил, очевидно, новый мурза.— Чувашские исторические предания:62, 146

### Исторические и прежние названия
Четвёртое Янмурзино (до 1931 года); Большое Янмурзино (1935); Четверти Упи (1923); Çинче Кĕпер Упи (1931). 

Исторические названия: Четвёртая Янмурзина (Чюракова старощенья), Четвёртая Янмурзина, Четвёртая Ямурзина. 

## Население
| 2010 | 2012 |
| ---- | ---- |
| 432  | ↗496 |

По данным Всероссийской переписи населения 2002 года в деревне проживало 410 человек, преобладающая национальность — чуваши (99%).

## Инфраструктура
Имеются фельдшерско-акушерский пункт, спортплощадка, магазин.

Улицы: 50 лет Октября, Ленина, Луговая, Механизаторов, Молодёжная, Николаева. Переулки: Зелёный, Садовый. Площадь: Революции.

## Памятники и памятные места
- Обелиск воинам, павшим в Великой Отечественной войне[9].
- Объект культурного наследия народов РФ федерального значения. Рег. № 211440113340006 (ЕГРОКН). Объект № 2100128000 (БД Викигида) Городище — археологический памятник (средние века).

## Уроженцы
- Прокопьев Леонид Прокопьевич — государственный деятель, с апреля 1975 года по октябрь 1989 года председатель Совета министров Чувашской АССР; в 1990—1992 годах председатель Государственного комитета РСФСР по делам национальностей, член правительства РСФСР.
- Сидоров Георгий Сидорович — государственный деятель, организатор образования, заместитель министра (1962—1964), министр просвещения Чувашской АССР (1964—1973), заместитель председателя Совета министров Чувашской АССР (1973—1976), ректор (1984—1999) Чувашского педагогического института. Заслуженный работник образования Чувашской Республики (1994), заслуженный работник высшей школы Российской Федерации (2000). Награждён орденами Трудового Красного Знамени (дважды), «Знак Почёта». Почётный гражданин Красноармейского района (2005)[10].